# Alkalmazott nyelvészeti folyóiratok listája
Ez a lista az alkalmazott nyelvészet területén kiadott angol nyelvű folyóiratokat tartalmazza. 
- Applied Linguistics
- Assessing Writing
- Bilingualism: Language and Cognition
- ITL - International Journal of Applied Linguistics
- Journal of Child Language
- Journal of Second Language Writing
- Language Acquisition
- Language Learning
- Language Teaching
- Language Teaching Research
- Language Testing
- The Modern Language Journal
- Reading and Writing
- System
- TESOL Journal
- TESOL Quarterly
- Writing Systems Research

## Fordítás
Ez a szócikk részben vagy egészben  a   List of applied linguistics journals című angol Wikipédia-szócikk ezen változatának fordításán alapul.  Az eredeti cikk szerkesztőit annak laptörténete sorolja fel. Ez a jelzés csupán a megfogalmazás eredetét és a szerzői jogokat jelzi, nem szolgál a cikkben szereplő információk forrásmegjelöléseként.